# Hans-Joachim Kertscher
Hans-Joachim Kertscher (* 2. Januar 1944 in Halle (Saale)) ist ein deutscher Literaturwissenschaftler.

## Leben
Hans-Joachim Kertscher studierte nach einer abgeschlossenen Lehre als Schriftsetzer ab 1964 die Fächer Germanistik und Geschichte an der Friedrich-Schiller-Universität Jena. 1966 wurde er aus politischen Gründen exmatrikuliert. Er wurde in die Produktion zur damals sogenannten „Bewährung“ geschickt. Erst nach dem anschließenden Wehrdienst in der NVA konnte er sein Studium  von 1969 bis 1973 an der Martin-Luther-Universität Halle-Wittenberg (MLU) fortsetzen und schloss es als Diplomlehrer für Deutsch und Geschichte ab.
Von 1973 bis 1978 war er wissenschaftlicher Mitarbeiter am Germanistischen Institut der Universität Halle und wurde hier mit einer Arbeit zur Lessing-Rezeption promoviert. Von 1978 bis 1980 arbeitete er als Lektor für Essayistik und Lyrik am Mitteldeutschen Verlag Halle-Leipzig. Es folgten Tätigkeiten als Oberassistent am Lehrstuhl für Kulturtheorie/Ästhetik der TH Ilmenau (1980–1985) und von 1985 bis 1990 am Germanistischen Institut (Lehrstuhl für Neuere deutsche Literatur) der Martin-Luther-Universität Halle-Wittenberg.
1987 habilitierte er sich mit einer Arbeit zum Thema „Prometheus. Mythos und Stoff in der Kulturgeschichte“ und wurde 1988 zum Hochschuldozenten ernannt. Von 1990 bis 2009 war er als Hochschullehrer am Interdisziplinären Zentrum für die Erforschung der Europäischen Aufklärung der Martin-Luther-Universität Halle-Wittenberg verantwortlich für den Bereich deutsche Literatur- und Kulturgeschichte des 18. Jahrhunderts. 2004 erfolgte die Ernennung zum apl. Professor für Neuere deutsche Literatur.
Hans-Joachim Kertschers wissenschaftliche Tätigkeit widmet sich vornehmlich Themen zur deutschen Literatur- und Kulturgeschichte des 18. Jahrhunderts. Seit Dezember 2003 ist Hans-Joachim Kertscher Vorsitzender der Ortsvereinigung Halle (Saale) der Goethe-Gesellschaft und von 2011 bis 2019 Vorstandsmitglied der Goethe-Gesellschaft in Weimar e. V., wie auch der Christian-Wolff-Gesellschaft.

## Werke
Monografien
- Der Verleger Johann Justinus Gebauer. Halle 1998, Hallescher Verlag, ISBN 3-929887-18-5
- Der vierte hallesche Universitätskanzler Carl Christoph von Hoffmann: „... ein Freund alles Guten, ein eifriger Beförderer der Künste und Wissenschaften“. Halle 2003, ISBN 3-86010-701-1
- Die Verleger Carl Hermann Hemmerde und Carl August Schwetschke. Halle 2004, Hallescher Verlag ISBN 3-929887-26-6
- Literatur und Kultur in Halle im Zeitalter der Aufklärung. Aufsätze zum geselligen Leben in einer deutschen Universitätsstadt, Kovac Hamburg 2007, ISBN 3-8300-2786-9
- „Der Geist ist selten, die Kunst ist schwer“ – Goethe und die Universität zu Halle. Universitätsverlag Halle 2010, ISBN 978-3-86977-020-8
- „Dichters Lande“. Aufsätze zur literarischen Kultur in Mitteldeutschland im 18. und beginnenden 19. Jahrhundert. Hamburg 2013 (Schriften zur Kulturwissenschaft 19). ISBN 978-3-8300-6691-0
- „Er brachte Licht und Ordnung in die Welt – Christian Wolff : Eine Biographie“, Mitteldeutscher Verlag, 2018, ISBN 978-3-96311-096-2

Herausgeberschaft
- Zweiter Hallescher Dichterkreis. Anakreontik. Gleim, Götz, Rudnick, Uz. Halle 1993, Hallescher Verlag, ISBN 3-929887-00-2
- Dichtungstheorien der deutschen Frühaufklärung (zusammen mit Theodor Verweyen). Tübingen 1995.
- Gottfried August Bürger und Johann Wilhelm Ludwig Gleim. Verlag Niemeyer Tübingen 1996, ISBN 3-484-81003-3
- Georg Friedrich Meier: Frühe Schriften zur ästhetischen Erziehung der Deutschen in 3 Teilen (zusammen mit Günter Schenk). Halle 1999ff, Hallescher Verlag
- Wanderzwang – Wanderlust. Formen der Raum- und Sozialerfahrung zwischen Aufklärung und Frühindustrialisierung (zusammen mit Wolfgang Albrecht), Niemeyer Tübingen 1999, ISBN 3-484-81011-4
- Anakreontische Aufklärung (zusammen mit Manfred Beetz), Hallesche Beiträge zur europäischen Aufklärung, Tübingen 2005, ISBN 3-484-81028-9
- Georg Friedrich Meier, Alexander Gottlieb Baumgartens Leben, herausgegeben, kommentiert und mit einem Nachwort versehen von Hans-Joachim Kertscher, Universitätsverlag Halle-Wittenberg, Halle (Saale) 2012, ISBN 978-3-86977-054-3.
- Kertscher, Hans-Joachim/Rudolph, Andrea (Hg.): Einst in Penzlin daheim – heute in der deutschen Literatur zu Hause: Perspektiven auf den Dichter, Schriftsteller und Übersetzer Johann Heinrich Voß. Dettelbach 2014 (Kulturwissenschaftliche Beiträge, Quellen und Forschungen 9). ISBN 978-3-89754-457-4

Aufsätze (Auswahl)
- Ein „speculativer Schriftsteller“ in Paris. In: Reinalter, Helmut (Hg.): Aufklärung – Vormärz – Revolution. Frankfurt a. M. u. a. 1997, S. 29–46.
- Prolog im Himmel – Kaiserliche Pfalz. Goethe parodiert sich selbst. In: literatur für leser. 23. Jg. H. 4 (2000), S. 261–274. ISSN 0343-1657.
- Von der Residenz zur Universitätsstadt: Zur Kulturgeschichte Halles an der Wende vom 17. zum 18. Jahrhundert. In: Holger Zaunstöck (Hg.): Halle zwischen 806 und 2006. Neue Beiträge zur Geschichte der Stadt. Halle 2001, S. 80–106.
- Die „Prüfende Gesellschaft“ in Halle. In: Detlev Döring / Kurt Nowak (Hg.): Gelehrte Gesellschaften im mitteldeutschen Raum (1650–1820). Teil III. Stuttgart/Leipzig 2002, S. 71–99. Abhandlungen der Sächsischen Akademie der Wissenschaften zu Leipzig
- „Compendiöse Bibliothek“ – ein enzyklopädisches Unternehmen des Gebauer-Verlags Halle. In: Candaux, Jean-Daniel u. a. (Hg.): L’Encyclopédie d’Yverdon et sa résonance européenne: contextes – contenus – continuités. Genf  2005, S. 401–441.
- Das Frontispiz am Hauptgebäude der Franckeschen Stiftungen – Versuch einer Annäherung an den Symbolwert seiner bildkünstlerischen Gestaltung. In: Udo Sträter u. a. (Hg.): Interdisziplinäre Pietismusforschungen. Beiträge zum Ersten Internationalen Kongress für Pietismusforschung 2001. Tübingen 2005, S. 403–417, ISBN 3-931479-70-6
- Lessing on the East German Stage and Screen. In: Barbara Fischer/Thomas C. Fox: A Companion to the Works of Gotthold Ephraim Lessing. Camden House 2005, S. 301–325.
- Christian Wolffs zweiter Aufenthalt in Halle. In: Akten des 1. Internationalen Christian-Wolff-Kongresses. Teil 5. Hildesheim u. a. 2010, S. 435–459.
- Halle an der Saale. In: Adam, Wolfgang/Westphal, Siegrid (Hg.): Handbuch kultureller Zentren der Frühen Neuzeit. Städte und Residenzen im alten deutschen Sprachraum. Bd. 2: Halberstadt–Münster. Berlin/Boston 2012, S. 757–795. ISBN 978-3-11-029555-9
- Georg Friedrich Meiers Platz im geistig-kulturellen Leben der Stadt Halle. In: Grunert, Frank / Stiening, Gideon (Hg.): Georg Friedrich (1718–1777). Philosophie als „wahre Weltweisheit“. Berlin/Boston 2015 (Werkprofile. Philosophen und Literaten des 17. und 18. Jahrhunderts 7), S. 25–41.
- Carl Friedrich Bahrdt im Urteil seiner Zeitgenossen. In: Françoise Knopper/Fink, Wolfgang (Hg.): Das Abseits als Zentrum. Autobiographien von Außenseitern im 18. Jahrhundert. Halle 2017, S. 285–313. ISBN 978-3-86977-141-0